# Апеланд, Кнут Торе
Кнут Торе Апеланд (норв. Knut Tore Apeland; 11 декабря 1968, Винье) — норвежский двоеборец, двукратный серебряный призёр Олимпийских игр, чемпион мира в эстафете. Обладатель Кубка мира.

## Карьера
Кнут Торе Апеланд дебютировал в Кубке мира 14 марта 1986 года в Осло, где занял 25-е место. Долгое время он не мог закрепиться в основном составе норвежской сборной и смог сделать это лишь в конце 1988 года. 29 декабря 1988 на этапе Кубка мира в восточногерманском Обервизентале Апеланд одержал первую в карьере кубковую победу.
В сезоне 1989/90 норвежский спортсмен замкнул тройку сильнейших в общем зачёте, трижды пробившись в тройку лучших на этапах, в том числе выиграв соревнования в финском Лахти. Следующий сезон у Апеланда получился неудачным, он выпал из состава сборной и пропустил чемпионат мира в Валь-ди-Фьемме.
На Олимпийских играх дебютировал в 1992 году в Альбервиле. В личной гонке по системе Гундерсена Апеланд замкнул десятку лучших, хотя после прыжковой части турнира был только 35-м. В эстафете норвежская команда также не слишком удачно выступила на трамплине, став шестой, но в гонке смогла подняться на второе место, уступив только непобедимой сборной Японии.
В 1993 году на чемпионате мира в шведском Фалуне Кнут Торе Апеланд завоевал две серебряные медали. В личной гонке он уступил чуть менее двух минут Кэндзи Огиваре, а в эстафетной гонке норвежцы уступили японской команде почти четыре минуты.
На домашних Олимпийских играх в Лиллехаммере Апеланд выступил почти также, как и на предыдущей Олимпиаде. В личной гонке был 11-м, а в эстафетной гонке норвежцы вновь стали вторыми, опять уступил сборной Японии.
В личной гонке преследования на чемпионате мира 1995 года Апеланд стал шестым, а в эстафетной гонке, которая проходила в новом формате (4 по 5 километров вместо 3 х 10 км) норвежцы завоевали очередное серебро, проиграв японцам чуть менее двух минут.
Наиболее успешным сезоном в карьере норвежского двоеборца стал сезон 1995/96. Из тринадцати этапов он выиграл три (в Санкт-Морице, Зефельде и Тронхейме), четырежды был вторым и ещё три раза занимал третье место. Набрав 1456 очков Апеланд стал обладателем Кубка мира, опередив на 200 очков триумфатора трёх предыдущих сезонов Кэндзи Огивару.
На домашнем чемпионате мира в Тронхейме норвежец показал седьмой результат в личном турнире, а в эстафете Апеланд, Хальдор Скард, Бьярте Энген Вик и Фред Бёрре Лундберг стали чемпионами мира. Пропустив Олимпиаду в Нагано Апеланд выступил на чемпионате мира 1999 года в Австрии, где выступил только в индивидуальной гонке, показав 16-й результат.
Завершил карьеру в марте 2000 года. Всего в Кубке мира на счету Апеланда 7 побед и 26 подиумов.